# Mamadou Diawara (homme politique)
Pour les articles homonymes, voir Diawara.
Mamadou Diawara, est un homme politique guinéen.
Originaire de la Haute Guinée, Mamadou Diawara est un opérateur économique et ancien militant du parti de l’Unité et du Progrès (PUP) avant de créer sa propre formation politique le Parti du travail et de la solidarité.
En 2013, Mamadou Diawara a réussi à se faire élire député lors des législatives de 2013,.
En 2020, il est élu député du parti au pouvoir lors des élections législatives, couplées du référendum constitutionnel.
Mamadou Diawara a tiré sa révérence le jeudi 06 août 2020  à Bamako, la capitale malienne. Il est tombé malade à Siguiri, puis évacué a Bamako où il est mort,.